# لاک‌پشت‌های زمینی چلونویدیس
لاک‌پشت‌های زمینی چلونویدیس(نام علمی: Chelonoidis) نام یک سرده از تیره لاک‌پشت زمینی است.